# Danara
Danara es una ciudad censal situada en el distrito de Angul en el estado de Odisha (India). Su población es de 4144habitantes (2011). Se encuentra a 116 km de Bhubaneswar y a 108 km de Cuttack.

## Demografía
Según el censo de 2011 la población de Danara era de 4144 habitantes, de los cuales 2197 eran hombres y 1947 eran mujeres. Danara tiene una tasa media de alfabetización del 80,43%, superior a la media estatal del 72,87%: la alfabetización masculina es del 88,07%, y la alfabetización femenina del 71,92%.